# Ilja Markov
Ilja Vladislavovitj Markov (ryska: Илья Владиславович Марков), född 19 juni 1972, är en rysk friidrottare (gångare).
Markov vann junior-VM 1990 i 10 kilometer gång. Sex år senare blev Markov tvåa i 20 kilometer gång vid OS 1996 i Atlanta. Han har även VM-guld från Sevilla 1999 och EM-guld från Budapest 1998 på meritlistan.